# Пољопривреда Румуније
Румунија има пољопривредни капацитет од приближно 14,7 милиона хектара, од тога 9,38 милиона се користи као обрадиво земљиште.  Процена из 2008. је показала да се 6,8 милиона хектара не користи. Румунија је 2018. била трећи највећи пољопривредни произвођач у ЕУ и произвела је највећу количину кукуруза. 
Пољопривреда је чинила око 4,3% БДП-а 2019., што је пад у односу на 12,6% 2004.  Од 2017. 25,8% румунске радне снаге је запослено у пољопривреди, у поређењу са просеком ЕУ од 4,4%.  Од 2016. само 1,6% румунских пољопривредника је имало високо образовање, у поређењу са просеком ЕУ од 8,9%. 
Механизација је релативно лоша. 2009. један трактор је био доступан на сваких 54 хектара, док је просек у ЕУ један трактор је био на сваких 13 хектара.  У Румунији је 2009. постојало приближно 170.000 трактора, од којих је око 80% било застарело.  У многим регионима земље, пољопривредници и даље користе пољопривредне алате које запрежу коњи и ослањају се на животињску снагу. Док су 2009. у Западној Европи трактори замењивани након 3.000-4.000 сати употребе, у Румунији су понекад трајали и до 12.000 сати. 
Главни проблеми са којима се сусрећу тамошњи пољопривредници су недостатак великих инвестиција у пољопривреду, тешкоће у приступу расположивим средствима, фрагментација и ерозија земљишта, тужбе везане за имовину и застарела технологија. Неколико великих компанија је ушло на румунско тржиште, укључујући Smithfield Foods, Cargill, Bunge, Glencore, Lactalis и Meggle AG. Ове компаније су од тада инвестирале стотине милиона евра у Румунији.

## Производња
Према подацима Националног завода за статистику, 2006. је гајено 991.000 хектара сунцокрета и 191.000 хектара соје. Производња житарица 2006. износила је 15,1 милион тона, укључујући 5,3 милиона тона пшенице и 8,6 милиона тона кукуруза. 2007. јака суша је уништила преко 60% усева. Производња пшенице је потом пала на 3 милиона тона, а цене су пале за 25%. Аналитичари су тврдили да је то била најгора жетва од 1940. 
| Година    | 2000 | 2001 | 2002 | 2003 | 2004 | 2005 | 2006 | 2007 | 2008 | 2009 | 2010 | 2011 |
| --------- | ---- | ---- | ---- | ---- | ---- | ---- | ---- | ---- | ---- | ---- | ---- | ---- |
| Пшеница   | 4434 | 7735 | 4421 | 2479 | 7812 | 7340 | 5526 | 3044 | 7181 | 5202 | 5587 | 7192 |
| Кромпир   | 3469 | 3997 | 4077 | 3947 | 4230 | 3738 | 4015 | 3712 | 3649 | 4004 | 3258 | 4113 |
| Сунцокрет | 720  | 823  | 1002 | 1506 | 1557 | 1340 | 1526 | 546  | 1169 | 1098 | 1264 | 1864 |
| Парадајз  | -    | 651  | 658  | 818  | 805  | 379  | 571  | 407  | 536  | 470  | 414  | 560  |
| Jабуке    | -    | 507  | 491  | 811  | 1097 | 611  | 579  | 472  | 455  | 513  | 543  | 624  |

Производња житарица, воћа и поврћа: (хиљаде тона) 
Румунија је, према саопштењима Светске банке, путем Заједничке пољопривредне политике добијала 14,5 милијарди евра између 2007. и 2013.
Румунија је 2018. произвела:
- 18,6 милиона тона кукуруза (9. највећи произвођач на свету);
- 10,1 милиона тона пшенице (16. највећи произвођач на свету);
- 3 милиона тона семена сунцокрета (4. највећи произвођач на свету, одмах иза Украјине, Русије и Аргентине);
- 3 милиона тона кромпира;
- 1,8 милиона тона јечма;
- 1,6 милиона тона уљане репице;
- 1,1 милион тона грожђа (17. највећи произвођач на свету);
- 1 милион тона купуса;
- 978 хиљада тона шећерне репе, која се користи за производњу шећера и етанола;
- 842 хиљаде тона шљива (2. највећи произвођач на свету, одмах иза Кине);
- 742 хиљаде тона парадајза;
- 643 хиљаде тона јабука;
- 521 хиљада тона лубеница;
- 465 хиљада тона соје;
- 383 хиљаде тона овса;

Поред мање производње других пољопривредних производа. 

## Румунска пољопривредна истраживања
Пољопривредна истраживања у Румунији развијала су се углавном кроз Институт за агрономска истраживања (основан 1927.), а после Другог светског рата кроз његовог наследника, Истраживачки институт за житарице и индустријске усеве. 

## Генетски модификовани усеви
Генетски модификована соја је била легална за узгој и продају до уласка у ЕУ 2007., када је забрањена. То је резултирало тренутним повлачењем 70% хектара под сојом 2008. и трговинским дефицитом од 117,4 милиона евра за куповину производа за замену. Расположење пољопривредника је у великој мери у корист поновне легализације. 